# Kanton (vexilologie)

Kanton

Kanton je termín vexilologického názvosloví označující obdélníkovou figuru (v tomto případě pole) o velikosti čtvrtiny vlajky (může však mít i jiné rozměry), umístěné většinou v horním (žerďovém) rohu. Speciálním typem kantonu je karé, které je na rozdíl od standardního kantonu čtvercové.

## Popis
Místo v horním rohu je na vlajce nejvíce stabilní a nejméně „vlaje“, figury v tomto místě jsou proto nejlépe čitelné pro určení vlajky.
Nejčastějším případem kantonu byl britský Union Jack na vlajkách bývalých britských kolonií. V současnosti je kanton (karé) umístěn na mnoha vlajkách lokálních, námořních, lodních, služebních ale pouze na následujících vlajkách nezávislých států:

## Státní vlajky s kantonem

Australská vlajka
Fidžijská vlajka
Malajsijská vlajka
Novozélandská vlajka
Samojská vlajka
Vlajka Spojených států amerických
Tchajwanská vlajka
Tonžská vlajka
Tuvalská vlajka

## Státní vlajky s karé

Chilská vlajka
Liberijská vlajka
Řecká vlajka
Tožská vlajka
Uruguayská vlajka

## Kanton v heraldice

Kanton na znaku

Kanton se vyskytuje i na znacích, které popisuje heraldika.